# Diaobingshan
 (décembre 2008).
Si vous disposez d'ouvrages ou d'articles de référence ou si vous connaissez des sites web de qualité traitant du thème abordé ici, merci de compléter l'article en donnant les références utiles à sa vérifiabilité et en les liant à la section « Notes et références ».
Diaobingshan  (调兵山市 ; pinyin : Diàobīngshān) est une ville de la province du Liaoning en Chine. C'est une ville-district placée sous la juridiction administrative de la ville-préfecture de Tieling.

## Divisions administratives
Il y a 7 bourgs sous l'administration de la ville :
- Bingshan (兵山镇)
- Daming (大明镇)
- Gushanzi (孤山子镇)
- Tiefa (铁法镇)
- Xiaoming (晓明镇)
- Xiaonan (晓南镇)
- Xiaoqing (小青镇)